# رزالي إبراهيم
رزالي إبراهيم (بالملايوية: Razali Ibrahim)‏ هو سياسي ماليزي، ولد في 14 أكتوبر 1970 في ماليزيا. حزبياً، نشط في المنظمة الوطنية الملاوية المتحدة. وقد انتخب عضو ديوان الرعية ‏.